# Parafia św. Wawrzyńca w Żółkiewce
Parafia Świętego Wawrzyńca w Żółkiewce – parafia rzymskokatolicka w Żółkiewce, należąca do archidiecezji lubelskiej i Dekanatu Turobin. Została erygowana w 1417. Mieści się przy ulicy Żółkiewskiego, pod numerem 1. Parafię prowadzą księża archidiecezjalni.
Kościół parafialny pw. Świętego Wawrzyńca ufundowało kolatorskie małżeństwo Stamierowskich - Tomasz i Franciszka z Ostrowskich. Wewnątrz ściany w całości pokryte są iluzjonistycznymi malowidłami, wykonanymi w 1776 r. przez Gabriela Sławińskiego, który w kruchcie podpisał swoje dzieło. Ten słabo znany dziś malarz z powodzeniem ozdabiał malowidłami ściennymi i/lub sztalugowymi nie tylko lokalne rzymskokatolickie kościoły (poza tym w Żółkiewce, Bernardynów w Radecznicy i Paulinów we Włodawie), ale także unickie cerkwie (w Klesztowie i niezachowaną w Tyszowcach na przedmieściu Zamłynie).

## Proboszczowie
- ks. Marian Wiech (?–2025)[2]
- ks. Marek Pomykała (2025– )[2]

## Zasięg
Do parafii należą wierni z miejscowości: Adamówka, Antoniówka, Chruściechów, Gany, Huta Żółkiewska, Koszarsko, Makowiska Małe, Markiewiczów, Rezerwa, Rożki kol., Rożki w., Siniec z Dębinką, Średnia Wieś, Wólka Żółkiewska, Zaburze, Żółkiew kol. I, Żółkiew kol. II, Żółkiew w., Żółkiewka.